# بيت أبو سبعة (جحانه)

تعديل مصدري - تعديل

بيت أبو سبعه هي إحدى قرى مديرية جحانة التابعة لمحافظة صنعاء اليمنية، بلغ تعداد سكانها 218  حسب أحصائيات عام 2004.